# Joego-Zapadnaja
Joego-Zapadnaja (Russisch: Юго-Западная) is een station aan de Sokolnitsjeskaja-lijn van de Moskouse metro. 

## Geschiedenis
Het station is geopend op 30 december 1963 als zuidwestelijk eindpunt van de Sokolnitsjeskaja-lijn, destijds nog Kirovskaja-Froenzenskaja lijn geheten. Het is het 68e metrostation van Moskou en bleef ruim vijftig jaar een van de eindpunten van de lijn. Het station werd gebouwd op de plaats van de destijds geplande hoogbouw wijk Joego-Zapadnaja (Zuidwest) aan de zuidwest rand van de toenmalige bebouwing. De bouw van de wijk begon in 1967, tot die tijd konden de bewoners van de dorpen in het gebied, Troparevo en Nikoelino, al gebruik maken van het station. In 1991 werd de bestuurlijke indeling van Moskou gewijzigd en kwam het station in de westelijke okroeg te liggen. Binnen de okroeg werd de wijk ingedeeld in het rayon Troparevo-Nikoelino zodat qua naam het verband tussen het station en de buurt werd verbroken. In 1999 werd een plan voor een “lichte metro” gepresenteerd met diverse lijnen om annexaties buiten de MKAD met bestaande metro eindpunten te verbinden. In 2002 volgde het besluit tot de aanleg van de Solntsevo-lijn (L2) tussen Joego-Zapadnaja en het in 1984 geannexeerde Solntsevo. Het traject met acht stations zou in 2013 worden opgeleverd. Joego-Zapadnaja zou in dat plan het overstappunt worden tussen de “lichte metro” en de metro. Hiertoe zou parallel aan het station een tweede ondergronds perron komen met daar tussen een ondergrondse winkelstraat. In 2012 annexeerde Moskou twee okroegen ten zuiden van de MKAD en in april werd besloten tot verlenging van de Sokolnitsjeskaja-lijn naar deze nieuwe annexatie. In september 2012 werd de L2 geschrapt ten gunste van de  Solntsevskaja-radius. Van het “lichte metro” plan is alleen de L1, de huidige Boetovskaja-lijn, gebouwd. In 2014 werd de lijn verder naar het zuidwesten verlengd tot Troparevo. Aanvankelijk was er ten zuiden van het perron een keerspoor dat na het doortrekken tot Troparevo tussen de doorgaande sporen lag. Begin 2015 is dit om veiligheidsredenen verwijderd. In het eerste kwartaal van 2017 werden de oorspronkelijke poortjes vervangen door nieuwe. 

## Reizigersverkeer
Het station is op even dagen om 5:45 uur en op oneven dagen om 5:40 uur geopend voor het publiek. De eerste trein richting het centrum vertrekt op oneven dagen om 5:41 uur op even dagen om 5:54 uur.
Voor de  metro's naar het zuiden is dit respectievelijk om 5:52 uur en 6:06 uur. Het station sluit om 1:00 uur. In maart 2002 werden 127500 instappers en 124200 uitstappers geteld. Bovengronds zijn er bus- en taxi-diensten naar de rayons Novoperedelkino, Otsjakovo, Solntsevo, Troparevo-Nikoelino en naar de luchthaven Vnoekovo. Na de opening van station Salarjevo werd een deel van de OV-routes daarlangs geleid en daarmee Joego Zapadnaja ontlast. 

## Ligging en ontwerp
In de buurt van het station zijn verscheidene instellingen voor hoger onderwijs gevestigd, zoals MIREA (het Moskouse instituut voor radiotechniek, elektronica en automatisering), het Staatsinstituut voor Internationale Betrekkingen van Moskou, Russische universiteit voor vriendschap tussen de volken, de Russische academie voor nationale economie en de Pedagogische universiteit van Moskou. Het station zelf ligt onder het kruispunt van de Prospekt Vernadskogo met de Oelitsa Pokrisjkina en de Oelitsa 26 Bakinskich Kommissarov. Het station kent twee verdeelhallen met elk vier glazen toegangsgebouwtjes, twee bij iedere hoek van het kruispunt. Ondergronds is er sprake van een ondiep gelegen zuilenstation in de badkamerstijl, een standaard ontwerp uit 1960. Op het perron staan twee rijen van elk veertig zuilen op 5,9 meter naast elkaar, de onderlinge afstand tussen de zuilen in een rij is 4 meter. In 1963 werden de tunnelwanden betegeld met lichtgroene geglazuurde tegels boven perronhoogte, daaronder werden zwarte tegels gebruikt. Tussen februari en september 2016 werden de lichtgroene tegels vervangen door turquoise aluminiumcomposiet en de zwarte tegels door zwart marmer. De vloeren en het perron bestaan in het hele station uit grijs graniet. De lampen bevinden zich tussen de balken in het plafond.   

## Galerij

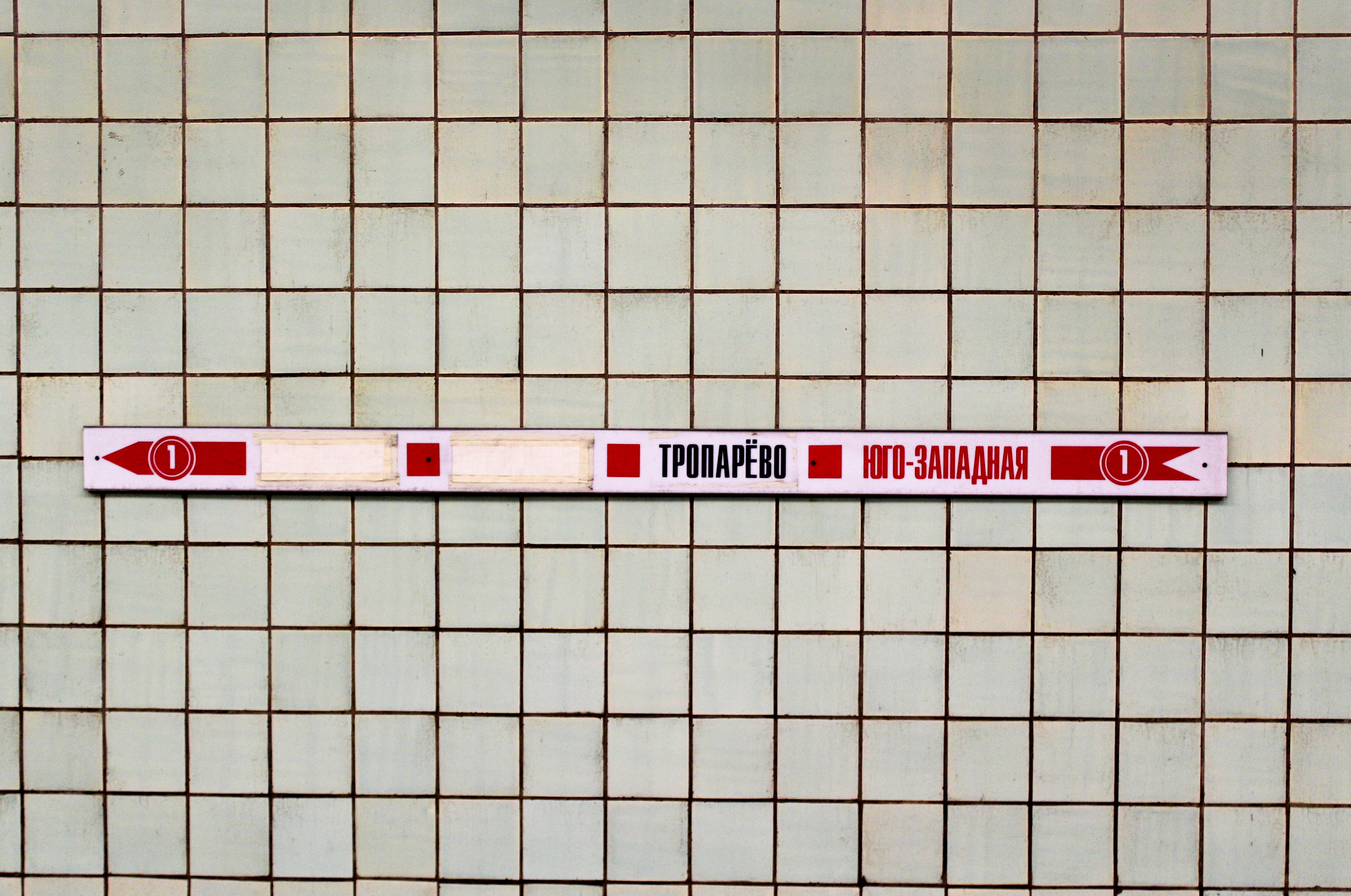
De route naar het zuiden, met de in 2015 nog afgeplakte namen van stations in aanbouw.
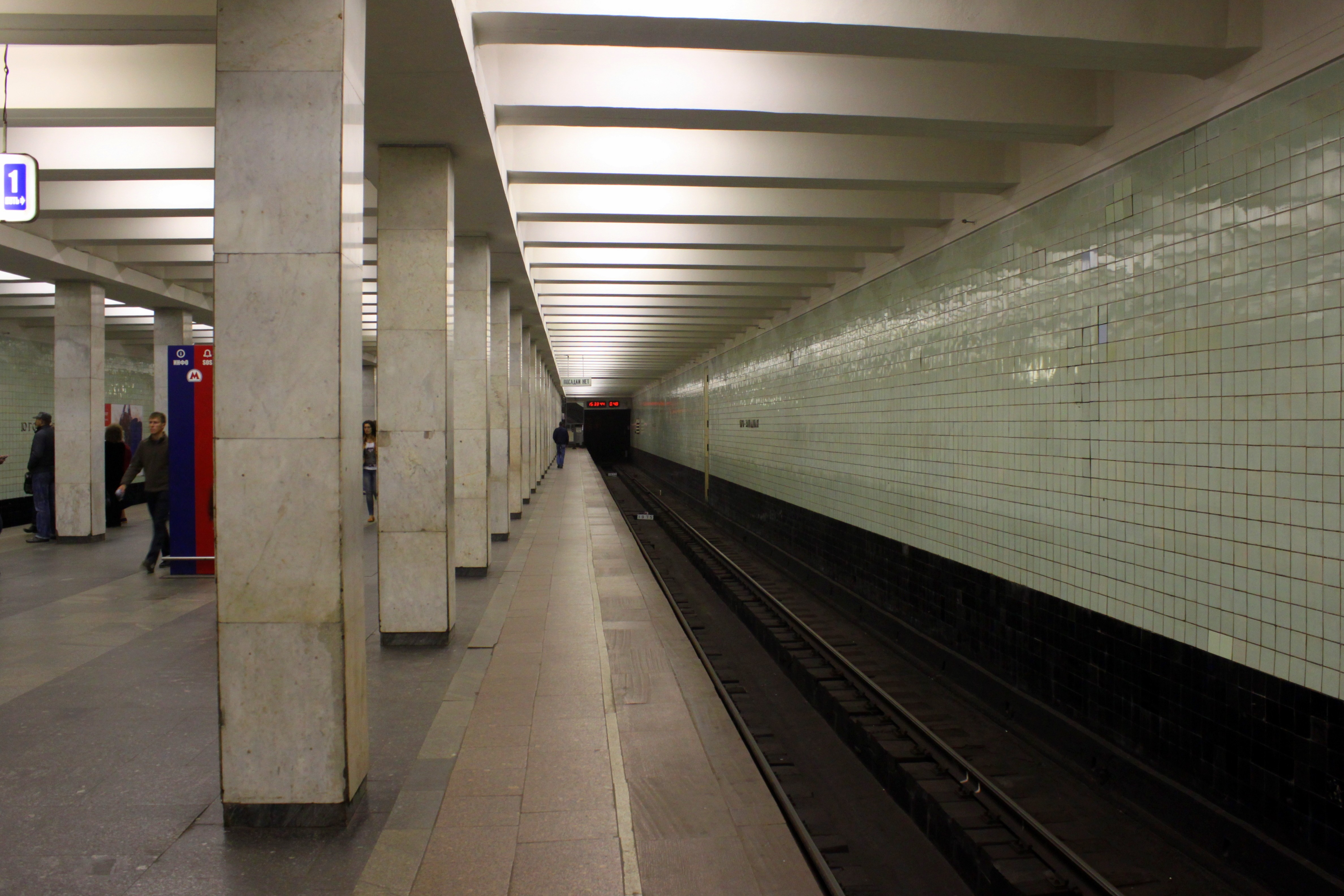
Het perron
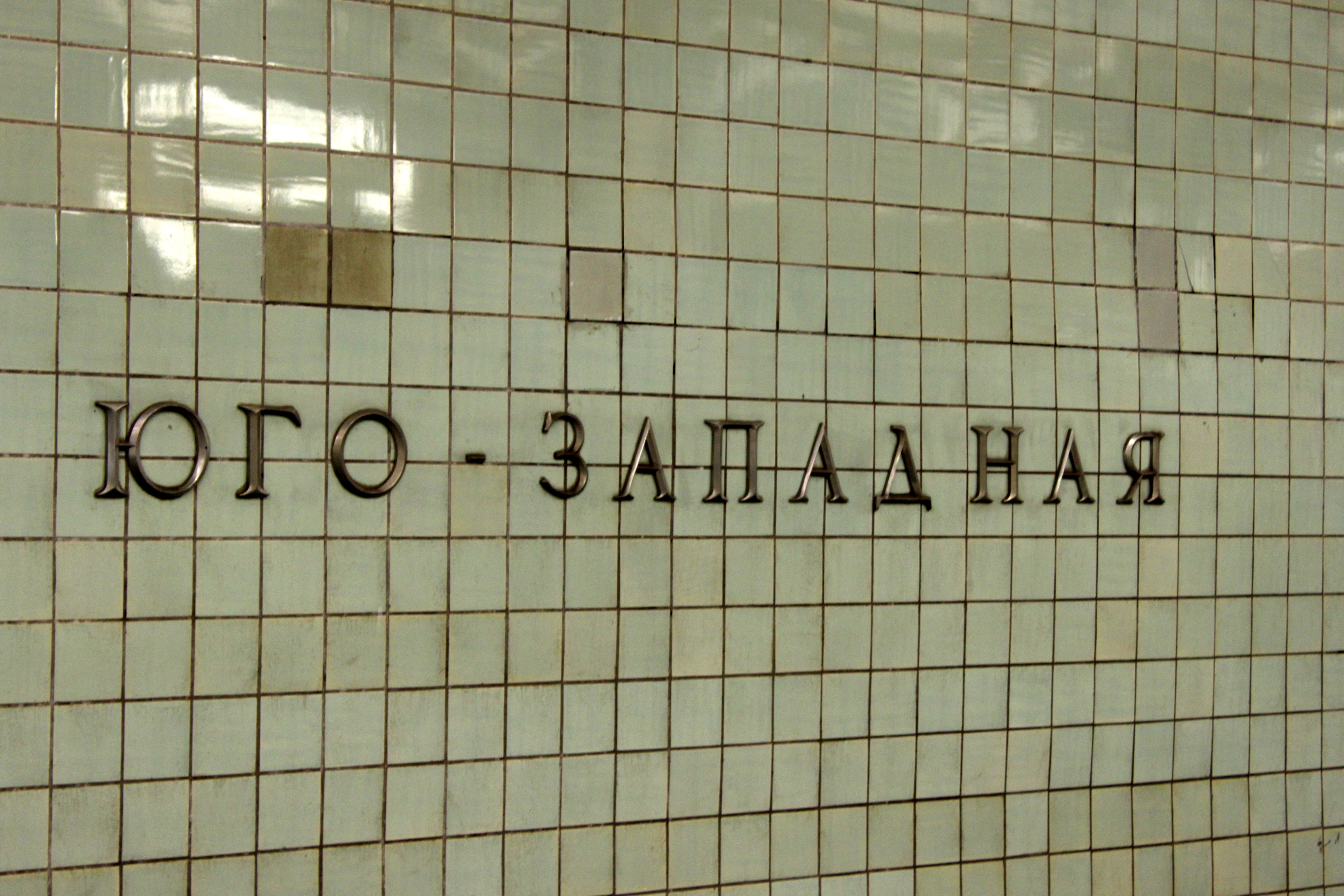
De stationsnaam op de oorspronkelijke tegels